# Johann le Bihan
Johann le Bihan (Douarnenez, Francia, 10 de marzo de 1979) es un nadador retirado especializado en pruebas de estilo combinado. Fue medalla de bronce en la prueba de 400 metros estilos en el Campeonato Europeo de Natación de 2000.
Representó a Francia en los Juegos Olímpicos de Sídney 2000.

## Palmarés internacional
| Campeonato Europeo de Natación | Campeonato Europeo de Natación | Campeonato Europeo de Natación | Campeonato Europeo de Natación |
| Año                            | Lugar                          | Medalla                        | Prueba                         |
| ------------------------------ | ------------------------------ | ------------------------------ | ------------------------------ |
| 2000                           | Helsinki (Finlandia)           | Medalla de bronce              | 400 m estilos                  |